# Canaã dos Carajás
Canaã dos Carajás là một đô thị thuộc bang Pará, Brasil. Đô thị này có diện tích 3146,608 km², dân số năm 2007 là 23707 người, mật độ 7,53 người/km².